# 방위군사령관 (핀란드)
방위군사령관(핀란드어: puolustusvoimain komentaja 푸올루스투스보이마인 코멘타야[*], 스웨덴어: kommendören för försvarsmakten)은 핀란드 방위군의 최선임자이며 총사령관이다. 통수권자인 방위군대총장(핀란드 대통령이 당연직으로 겸임)의 지휘권을 따른다. 서방 국가들과 달리 핀란드 방위군은 육해공 전군에 대한 실제 직접 지휘권을 가진 총사령관이 존재하며 그것이 방위군사령관이다. 서방의 참모총장 격인 총참모장(핀란드어: pääesikunnan päällikkö)은 방위군사령관의 부관을 맡는다.
한국내에서는 스웨덴 및 핀란드의 NATO가입을 계기로 언급이 많이되었는데, 이에 따라 한국의 합참의장에 준하는 노르웨이, 스웨덴, 핀란드 각군의 수뇌부의 장을 편의상 총사령관(핀란드의 경우, 방위군 총사령관)으로 칭하기도 한다. 한국 국방부는 공식적으로 핀란드 방위군 총사령관이라는 직책으로 표기하며, 이에 기반해 서한을 교류한다.
현임 방위군사령관은 얀네 알페르티 약콜라 육군대장이다.
방위군사령관의 직속 부하는 다음과 같다.
- 총참모장
- 육군사령관
- 해군사령관
- 공군사령관
- 국방대학교 교장

방위군사령관은 국가평의회에서 지명되어 대통령이 임명하며, 사유가 발생하면 언제든지 중도 퇴역을 요구받을 수 있다. 그러나 1972년 이래로 모든 방위군사령관은 63세 정년을 마치고 퇴역하였다.

방위군사령관기(1978년 이후 사용중)

## 역대 방위군 총사령관 목록
| #                                                         | 성명 (생몰)                            | 성명 (생몰)                                                 | 임기                                   | 임기                                   | 임기                                   | 계급                                   | 군종                                   |                                        |
| #                                                         | 성명 (생몰)                            | 성명 (생몰)                                                 | 취임                                   | 퇴임                                   | 기간                                   | 계급                                   | 군종                                   |                                        |
| 핀란드군총장 Suomen armeijan päällikkö                    | 핀란드군총장 Suomen armeijan päällikkö | 핀란드군총장 Suomen armeijan päällikkö                      | 핀란드군총장 Suomen armeijan päällikkö | 핀란드군총장 Suomen armeijan päällikkö | 핀란드군총장 Suomen armeijan päällikkö | 핀란드군총장 Suomen armeijan päällikkö | 핀란드군총장 Suomen armeijan päällikkö | 핀란드군총장 Suomen armeijan päällikkö |
| --------------------------------------------------------- | -------------------------------------- | ----------------------------------------------------------- | -------------------------------------- | -------------------------------------- | -------------------------------------- | -------------------------------------- | -------------------------------------- | -------------------------------------- |
| 1                                                         |                                        | 카를 프레드릭 빌크만 (1876년-1947년)                        | 1919년 1월 1일                         | 1919년 6월 19일                        | 169일                                  | 소장                                   | 육군                                   |                                        |
| 2                                                         |                                        | 카를로 에드바르드 키베캐스 (1866년-1940년)                  | 1919년 6월 20일                        | 1919년 9월 11일                        | 83일                                   | 소장                                   | 육군                                   |                                        |
| 전쟁총장 sotaväen päällikkö                               |                                        |                                                             |                                        |                                        |                                        |                                        |                                        |                                        |
| (1)                                                       |                                        | 카를 프레드릭 빌카마 (1876년-1947년)                        | 1919년 9월 12일                        | 1924년 8월 7일                         | 4년 330일                              | 소장                                   | 육군                                   |                                        |
| 3                                                         |                                        | 빌호 페테르 네노넨 (1883년-1960년)                          | 1924년 8월 8일                         | 1925년 4월 16일                        | 251일                                  | 중장                                   | 육군                                   |                                        |
| 4                                                         |                                        | 라우리 말름베리 (1888년-1948년)                             | 1925년 4월 16일                        | 1925년 10월 1일                        | 168일                                  | 엽병대령                               | 육군                                   |                                        |
| (1)                                                       |                                        | 카를 프레드릭 빌카마 (1876년-1947년)                        | 1925년 10월 2일                        | 1926년 5월 21일                        | 231일                                  | 중장                                   | 육군                                   |                                        |
| 5                                                         |                                        | 아르네 시흐보 (1889년-1963년)                               | 1926년 5월 21일                        | 1933년 1월 15일                        | 6년 239일                              | 중장                                   | 육군                                   |                                        |
| 6                                                         |                                        | 후고 빅토르 외스테르만 (1892년-1975년)                      | 1933년 1월 15일                        | 1939년 10월 16일                       | 6년 274일                              | 중장                                   | 육군                                   |                                        |
| 7                                                         |                                        | 칼 구스타프 에밀 만네르헤임 남작 (권한대행) (1867년-1951년) | 1939년 10월 17일                       | 1939년 11월 20일                       | 34일                                   | 전쟁원수                               | 육군                                   |                                        |
| 공화국 방위군사령관 tasavallan puolustusvoimain komentaja |                                        |                                                             |                                        |                                        |                                        |                                        |                                        |                                        |
| (7)                                                       |                                        | 칼 구스타프 에밀 만네르헤임 남작 (1867년-1951년)            | 1939년 11월 20일                       | 1945년 1월 12일                        | 5년 53일                               | 핀란드의 원수                          | 육군                                   |                                        |
| 방위군사령관 puolustusvoimain komentaja                   |                                        |                                                             |                                        |                                        |                                        |                                        |                                        |                                        |
| 8                                                         |                                        | 에리크 헤인리히스 (1890년-1965년)                           | 1945년 1월 12일                        | 1945년 7월 1일                         | 170일                                  | 보병대장                               | 육군                                   |                                        |
| 9                                                         |                                        | 야를 룬드크비스트 (1896년-1965년)                           | 1945년 7월 2일                         | 1946년 6월 2일                         | 336일                                  | 중장                                   | 공군                                   |                                        |
| (5)                                                       |                                        | 아르네 시흐보 (1889년-1963년)                               | 1946년 6월 4일                         | 1953년 5월 31일                        | 6년 361일                              | 보병대장                               | 육군                                   |                                        |
| 10                                                        |                                        | 카를로 헤이스카넨 (1894년-1962년)                           | 1953년 6월 1일                         | 1959년 10월 28일                       | 6년 149일                              | 보병대장                               | 육군                                   |                                        |
| 11                                                        |                                        | 사카리 시멜리우스 (1900년-1985년)                           | 1959년 10월 29일                       | 1965년 11월 12일                       | 5년 348일                              | 보병대장                               | 육군                                   |                                        |
| 12                                                        |                                        | 위리외 케이노넨 (1912년-1977년)                             | 1965년 11월 13일                       | 1969년 4월 30일                        | 3년 199일                              | 보병대장                               | 육군                                   |                                        |
| 13                                                        |                                        | 카를로 레이노넨 (1914년-1975년)                             | 1969년 5월 1일                         | 1974년 3월 14일                        | 4년 317일                              | 대장                                   | 육군                                   |                                        |
| 14                                                        |                                        | 라우리 수텔라 (1918년-2011년)                               | 1974년 3월 15일                        | 1983년 10월 11일                       | 9년 210일                              | 대장                                   | 육군                                   |                                        |
| 15                                                        |                                        | 야코 발타넨 (1925년-)                                       | 1983년 10월 12일                       | 1990년 2월 28일                        | 6년 139일                              | 대장                                   | 육군                                   |                                        |
| 16                                                        |                                        | 얀 클렌베르그 (1931년-)                                     | 1990년 3월 1일                         | 1994년 10월 31일                       | 4년 244일                              | 제독                                   | 해군                                   |                                        |
| 17                                                        |                                        | 구스타브 해글룬드 (1938년-)                                 | 1994년 11월 1일                        | 2001년 6월 3일                         | 6년 214일                              | 대장                                   | 육군                                   |                                        |
| 18                                                        |                                        | 유하니 카스케알라 (1946년-)                                 | 2001년 6월 4일                         | 2009년 7월 31일                        | 8년 57일                               | 제독                                   | 해군                                   |                                        |
| 19                                                        |                                        | 아리 푸헬로이넨 (1951년-)                                   | 2009년 8월 1일                         | 2014년 7월 31일                        | 4년 364일                              | 대장                                   | 육군                                   |                                        |
| 20                                                        |                                        | 야르모 린드베르그 (1959년-)                                 | 2014년 8월 1일                         | 2019년 8월 1일                         |                                        | 대장                                   | 공군                                   |                                        |
| 21                                                        |                                        | 티모 키비넨 (1959년-)                                       | 2019년 8월 1일                         | 현직                                   |                                        | 대장                                   | 육군                                   |                                        |